# 나의 아들, 나의 어머니
"나의 아들, 나의 어머니"(Where Is My Son?)는 한국에서 제작된 안재민 감독의 2015년 다큐멘터리 영화이다. 권기선 등이 주연으로 출연하였다.

## 출연

### 주연
- 권기선
- 이준교